# Frank Schüller
Frank Schüller (* 9. Mai 1940) ist ein deutscher ehemaliger Fußballspieler. 1959 und 1960 spielte er für die Betriebssportgemeinschaft (BSG) Motor Zwickau in der DDR-Oberliga, der höchsten Liga im DDR-Fußball. 

## Sportliche Laufbahn
Für die BSG Fortschritt Meerane bestritt Frank Schüller sein erstes Punktspiel im höherklassigen Fußball. Am zehnten Spieltag der Saison 1957 (Kalenderjahr-Spielzeit) wurde der 17-Jährige beim 2:0-Auswärtssieg über die BSG Wismut Gera in der 62. Minute für den Linksaußenstürmer Werner Kraus eingewechselt. 
Erst in der Saison 1959 erschien Schüller wieder im oberen Ligenbereich, nun beim Oberligisten Motor Zwickau. Wieder als Einwechselspieler bestritt er am 4. Spieltag sein erstes Oberligaspiel, dem bis zum Saisonende weitere elf Einsätze folgten. Dabei stand er als Rechtsaußenstürmer achtmal in der Startelf und absolvierte fünf Partien über die vollen 90 Minuten. Daneben wurde er im Pokal viermal eingesetzt und erreichte mit der Mannschaft das Achtelfinale, die später bis ins Halbfinale vorstieß. Auf seiner bisherigen Stammposition kam Schüller auch in der Spielzeit 1960 wieder zum Einsatz, diesmal in 16 der 26 Oberligaspiele, in denen er elfmal in der Startelf stand. Dabei gelangen ihm auch drei Tore. Erstmals als Torschütze zeichnete er sich am 3. Spieltag in der Begegnung Motor Zwickau – Einheit Dresden aus, als er beim 3:1-Sieg die Tore zum 1:0 und zum 3:0 erzielte. Ein weiteres Tor schoss er bei seinem einzigen Einsatz im Pokal, wo er im 1. Hauptrundenspiel beim 2:1-Sieg über Empor Wurzen deren 1:0-Führung egalisierte. 
Zur Saison 1961/62 (Rückkehr zum Sommer-Frühjahr-Spielrhythmus) wurde Frank Schüller erstmals offiziell für den Oberligakader der BSG Motor Zwickau nominiert, wurde aber niemals eingesetzt. Danach erschien er weder in der Oberliga noch in der DDR-Liga nicht mehr.